# Philippe Adams
Philippe Adams (n. 19 noiembrie 1969, Mouscron, Belgia) este un fost pilot de curse care a evoluat în Campionatul Mondial de Formula 1 în sezonul 1994.

## Cariera în Formula 1
| Sezon | Echipă     | Puncte | Loc clasament general |
| ----- | ---------- | ------ | --------------------- |
| 1994  | Team Lotus | 0      | -                     |